# Mirosternus oculatus
Mirosternus oculatus är en skalbaggsart som beskrevs av Perkins 1910. Mirosternus oculatus ingår i släktet Mirosternus och familjen trägnagare. Inga underarter finns listade i Catalogue of Life.